# Kerry Condon
Kerry Condon (Tipperary, 4 de Janeiro de 1983) é uma atriz irlandesa. Ela foi a atriz mais jovem a interpretar Ofélia em uma produção de Hamlet da Royal Shakespeare Company (2001–2002). Desde então, ela interpretou Otávia Júlia Turino em Roma (2005–2007), Stacey Ehrmantraut em Better Call Saul (2015–2022) e dublou a entidade de Inteligência artificial Sexta-Feira nos filmes do Universo Cinematográfico Marvel. Em 2023, venceu o BAFTA de Melhor Atriz Coadjuvante pelo filme The Banshees of Inisherin (2022), pelo qual também recebeu sua primeira indicação ao Oscar.

## Carrreira
Em 2001, aos 18 anos, Condon conseguiu o papel de Mairead em The Lieutenant of Inishmore de Martin McDonagh, que ela interpretou no Royal Shakespeare Company e em 2006 no Lyceum Theatre em Nova Iorque. Para esta produção ela gravou a música "The Patriot Game" com The Pogues. Nesse mesmo ano, Condon desempenhou o papel de Ofélia em Hamlet, tornando-a a atriz mais jovem a desempenhar esse papel para o RSC. Em 2009, ela apareceu em outra peça de Martin McDonagh, The Cripple of Inishmaan, pela qual ganhou o Lucille Lortel Awards de Melhor Atriz em uma Peça e um Drama Desk Award por Melhor Performance de Elenco.
Os papéis de Kerry Condon no cinema incluem Kate Kelly, a irmã fora da lei de Ned Kelly, em Ned Kelly de 2003 e uma aparição no Filme independente irlandês de  2003, Intermission, com Cillian Murphy, Kelly Macdonald, e Colin Farrell. Ela participou do thriller de ação de 2005, Cão de Briga Em 2005, Condon interpretou Octávia, irmã do imperador romano Augusto, na série Roma da HBO.
Ela então apareceu como Masha, uma tolstoiana, em A Última Estação, um filme sobre os últimos meses da vida de Liev Tolstói, com Helen Mirren e Christopher Plummer, antes de interpretar a jóquei Rosie Shanahan na série de TV de 2012 Luck. Condon apareceu na estreia da 4.ª temporada do drama zumbi pós-apocalíptico The Walking Dead interpretando o papel da personagem Clara, que foi ao ar em 13 de outubro de 2013. Ela deu voz à inteligência artificial Sexta-Feira, a substituta de Tony Stark para J.A.R.V.I.S. nos filmes do Universo Cinematográfico Marvel: Vingadores: Era de Ultron, Capitão América: Guerra Civil, Homem-Aranha: De Volta ao Lar, Vingadores: Guerra Infinita e Vingadores: Ultimato.
Em 2017, Kerry Condon atuou em Três Anúncios Para Um Crime, indicado ao Oscar 2018 de melhor filme, dirigido por Martin McDonagh, diretor pelo qual ela voltou a trabalhar junto no longa de 2022, Os Banshees de Inisherin, desempenhando um papel importante como Siobhán Súilleabháin, a irmã do protagonista Pádraic, interpretado por Colin Farrell. A atuação de Condon no filme lhe rendeu imensos elogios da crítica, recebendo várias nomeações, incluindo uma vitória para o BAFTA de melhor atriz coadjuvante em cinema e indicações para o Óscar de melhor atriz secundária, ao Globo de Ouro de melhor atriz coadjuvante em cinema e o Prémio Screen Actors Guild de melhor atriz secundária em cinema.

## Filmografia

### Cinema
| Ano  | Título                            | Papel                | Notas          |
| ---- | --------------------------------- | -------------------- | -------------- |
| 1999 | As Cinzas de Ângela               | Theresa Carmody      |                |
| 2000 | Rat                               | Marietta             |                |
| 2001 | How Harry Became a Tree           | Eileen               |                |
| 2003 | Ned Kelly                         | Kate Kelly           |                |
| 2003 | Intermission                      | Café Waitress        |                |
| 2004 | The Halo Effect                   | Jean                 |                |
| 2005 | Cão de Briga                      | Victoria             |                |
| 2009 | A Última Estação                  | Masha                |                |
| 2010 | The Runway                        | Grace Thomas         |                |
| 2011 | This Must Be the Place            | Rachel               |                |
| 2011 | The Shore                         | Pat                  | Curta-metragem |
| 2013 | Dom Hemingway                     | Melody               |                |
| 2014 | Gold                              | Alice                |                |
| 2015 | Vingadores: Era de Ultron         | Sexta-Feira (Voz)    |                |
| 2016 | Capitão América: Guerra Civil     | Sexta-Feira (Voz)    |                |
| 2017 | Homem-Aranha: De Volta ao Lar     | Sexta-Feira (Voz)    |                |
| 2017 | Três Anúncios Para Um Crime       | Pamela               |                |
| 2018 | Bad Samaritan                     | Katie Hopgood        |                |
| 2018 | Vingadores: Guerra Infinita       | Sexta-Feira (Voz)    |                |
| 2019 | Vingadores: Ultimato              | Sexta-Feira (Voz)    |                |
| 2019 | Dreamland                         | Olivia Evans         |                |
| 2022 | Os Banshees de Inisherin          | Siobhán Súilleabháin |                |
| 2024 | Night Swim                        | Eve Waller           |                |
| 2025 | F1 - O Filme                      | Kate                 |                |
| TBA  | In the Land of Saints and Sinners |                      | Pós-Produção   |

### Televisão
| Ano       | Título                 | Papel              | Notas                                  |
| --------- | ---------------------- | ------------------ | -------------------------------------- |
| 1999      | Ballykissangel         | Mairead Reilly     | 2 Episódios                            |
| 2004      | Born and Bred          | Niamh Copper       | Episódio: "Something Old"              |
| 2005–2007 | Roma                   | Octávia            | Elenco Principal                       |
| 2008      | Anatomy of Hope        | Jenna              | Telefilme, Episódio piloto sem sucesso |
| 2010      | Five Days              | Irmã Siobhan Doole | 3 episódios                            |
| 2011–2012 | Luck                   | Rosie Shanahan     | Elenco Principal                       |
| 2013–2014 | The Walking Dead       | Clara              | 3 episódios                            |
| 2014      | Believe                | Dr. Zoe Boyle      | Personagem Recorrente                  |
| 2015–2022 | Better Call Saul       | Stacey Ehrmantraut | Personagem Recorrente                  |
| 2016      | Brace for Impact       | Sofia Gilchrist    | Telefilme                              |
| 2017      | Gypsy                  | Melissa Saugraves  | Episódio: "Black Barn"                 |
| 2018      | Women on the Verge     | Laura              | Elenco Principal                       |
| 2019–2020 | Ray Donovan            | Molly Sullivan     | Personagem Recorrente                  |
| 2022      | Ray Donovan: The Movie | Molly Sullivan     | Telefilme                              |